# Брехот, Торстен
Торстен Брехот (нем. Torsten Bréchôt, род. 11 сентября 1964, Шверин) — немецкий дзюдоист, чемпион и призёр чемпионатов ГДР, призёр чемпионатов Германии и мира, бронзовый призёр летних Олимпийских игр 1988 года в Сеуле.

## Карьреа
Выступал в полусредней весовой категории (до 78 кг). В 1983 году стал бронзовым призёром чемпионата ГДР среди юниоров, а в 1982 году — бронзовым призёром чемпионата ГДР среди взрослых. Всего ему удалось дважды стать чемпионом ГДР и дважды — бронзовым призёром. В 1992 году, после объединения Германии, он стал бронзовым призёром чемпионата страны. Эта медаль стала для него последней на внутренних чемпионатах. Брехот является победителем и призёром международных турниров. В 1985 году он стал вторым на чемпионате мира, а в 1988 году завоевал бронзу Олимпиады в Сеуле.

## Выступления на чемпионатах Германии
- Чемпионат ГДР по дзюдо 1982 года — ;
- Чемпионат ГДР по дзюдо 1985 года — ;
- Чемпионат ГДР по дзюдо 1988 года — ;
- Чемпионат ГДР по дзюдо 1990 года — ;
- Чемпионат Германии по дзюдо 1992 года — ;